# Pomeiròus
Pomeiròus (en francès Pomérols) és un municipi occità del Llenguadoc, situat al departament de l'Erau, a la regió d'Occitània.

## Agermanament
- Aiseau-Presles